# 白雪楼
白雪楼，山东济南趵突泉公园内的一处景观，最早可追溯到明万历年间。白雪楼在明末倾塌，顺治年间重建后于乾隆末年拆除，此后白雪楼成为白雪书院旧址别称，1956年趵突泉公园扩建时拆除。1996年，白雪楼在趵突泉公园湛露泉畔重建。

## 历史背景
明嘉靖三十七年(1558年)，知名文學家、“後七子”之首李攀龙回到家乡歷城居住，在济南东郊王舍人兴建鲍山白雪楼，在大明湖百花洲兴建湖上白雪楼，作为其读书、会友、藏书和居住之处，“白雪”一名出自“阳春白雪”的典故。李攀龙在济南居住时，常与好友殷士儋、许邦才在两楼诗酒往还。李攀龙去世后，二楼相继倾圮。

## 古白雪楼
万历十七年（1589年），山东按察使叶梦熊在李攀龙少时读书的趵突泉东沧园附近新修一座白雪楼，以纪念李攀龙。万历四十二年（1614年），巡盐御史毕懋康在白雪楼西侧建起历山书院。明末，趵突泉白雪楼倾圮。
清顺治十一年（1654年），山东布政使张缙彦重建白雪楼和历山书院，并将历山书院更名为白雪书院。至清雍正年间，趵突泉白雪楼因年久失修已十分破败，根据刘伍宽《登白雪楼》诗中描述，当时该楼不经周边已满是荆棘杂草，楼上也蛛网密布、破窗半开。甚至还被某位县令修葺为张仙阁，供奉白衣大士像。为此，乾隆元年（1736年），宋云鈊曾写《致任泺湄书》给任弘远，希望任弘远利用与山东官员的关系，借山东巡盐御史三保重修趵突泉的机会，促成白雪楼的修葺。乾隆元年夏秋之际，山东巡抚岳濬将残存的白雪楼拆毁。此后白雪楼成为原白雪书院主体建筑的别称。

## 白雪书院旧址

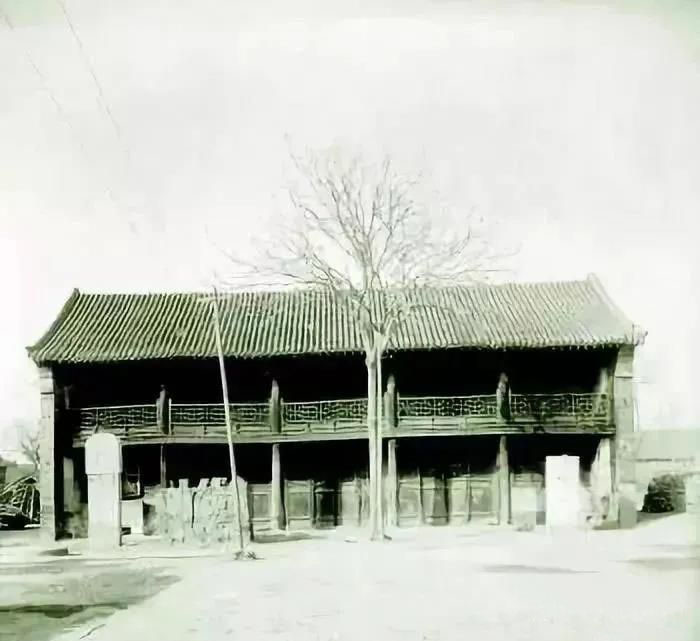
清末白雪楼照片

雍正十一年（1733年），白雪书院迁至西门内大街并更名为泺源书院。道光元年（1821年），山东布政使程祖洛将白雪书院旧址改为义学，光绪年间废。道光二十七年（1847年），李攀龙九世孙李献方重雕《沧溟诗文集》贮于楼上，楼下义学由李献方之子李懋德执教。道光至光绪年间，白雪楼曾多次修整，但至1940年代末已濒临倒塌。
1956年，趵突泉公园扩建，白雪楼被拆除，书院旧址现为济南趵突泉公园一角，原在书院内的金线、柳絮等泉仍为公园风景。

## 重建
1996年，由济南市政府投资在趵突泉公园湛露泉畔重建一座新的白雪楼，新楼为带戏台式的二层仿古建筑，建筑面积达400平方米，楼上悬挂有清嘉庆八年（1803年）金光悌题写的“白雪楼”匾额，正厅内有李攀龙坐姿铜像，墙壁上是历代文人题刻的诗文匾额。楼阁下层的北侧为戏台，常有艺术团体或戏曲名家的演出。
白雪楼前种有白玉兰，春季花开时常有众多游人前去打卡拍照。

## 备注
1. ↑  一说被拆于1960年代[1]